# Primera Regional de La Rioja
La Primera Regional de La Rioja constituía el sexto y último nivel de competición de la Liga Española de Fútbol en La Rioja durante los años en que estuvo activa (1986-1990).

## Historia
Esta competición se fundó en 1986 debido a la creación de la Federación Riojana de Fútbol. Hasta entonces los equipos riojanos estaban adscritos a la Federación Navarro-Riojana y tomaban parte en sus competiciones. Los 18 equipos de categoría regional mejor clasificados en la temporada 1985-86 fueron encuadrados en la Regional Preferente de La Rioja mientras que los 15 restantes fueron inscritos en la Primera Regional de La Rioja.
Se jugaba en un único grupo con partidos todos contra todos y a doble vuelta. Los dos primeros clasificados se aseguraban una plaza de ascenso a Regional Preferente de La Rioja. Dependiendo de las plazas vacantes en la división superior, podían ascender más de dos equipos. No hubo descensos, al ser la última división en el sistema de ligas.
En verano de 1991 la Primera Regional desapareció, debido al descenso del número de equipos inscritos en categoría regional. Todos sus integrantes pasaron a formar parte de la  Regional Preferente.
En el verano de 2022, al publicar el formato de competición de la Regional Preferente, se abre por primera vez la posibilidad después de 31 años, de volver a formar una Primera Regional a partir de la temporada 2022-23, siempre que haya 22 o más clubes inscritos en categoría Regional.

### Campeones y ascensos
| Temporada | Campeón         | Ascenso directo | Ascenso por vacantes en Preferente |
| --------- | --------------- | --- | ---------------------------------- |
| 1986-87   | C. D. San Mateo | C. D. San Mateo ● C. D. Agoncillo | C. D. Arnedo Promesas ● C. D. Quel |
| 1987-88   | C. A. Vianés    | C. A. Vianés ● C. D. Tedeón | C. D. Varea                        |
| 1988-89   | C. D. Cenicero  | C. D. Cenicero ● C. D. Calahorra Promesas |                                    |
| 1989-90   | C. D. Agoncillo | C. D. Agoncillo ● C. D. Berceo Promesas | C. D. Pradejón                     |
| 1990-91   | C. D. Quel      | C. D. Quel ● C. D. Mirandés Promesas ● C. D. El Cortijo C. D. Arnedo Promesas ● C. D. San Lorenzo ● C. D. Alfaro Promesas C. D. Bañuelos ● C. D. Mendaviés ● C. Atlético Riojano |                                    |

### Campeones
Nota: indicados en negrita los clubes que continúan en activo.
| Club            | Títulos | Años    |
| --------------- | ------- | ------- |
| C. D. San Mateo | 1       | 1986-87 |
| C. A. Vianés    | 1       | 1987-88 |
| C. D. Cenicero  | 1       | 1988-89 |
| C. D. Agoncillo | 1       | 1989-90 |
| C. D. Quel      | 1       | 1990-91 |